# Radio Zielona Góra
Radio Zielona Góra – lokalne radio nadające w Zielonej Górze na częstotliwości 97,1 MHz. Jest stacją miejską działającą w strukturach Polskiego Radia – Radia Zachód.
Radio Zielona Góra rozpoczęło emisję programu 5 września 1995 r., jako oddział Radia Zachód. Zgodnie z koncesją, stacja nadaje program lokalny, kierowany do mieszkańców Zielonej Góry. W ofercie programowej rozgłośni znajdują się serwisy informacyjne, relacje z wydarzeń sportowych, magazyny o tematyce sportowej, kulturalnej i publicystycznej, a także pasma muzyczne oraz audycje rozrywkowe.
Redakcję Radia Zielona Góra tworzy kilkunastoosobowy zespół, który przygotowuje codzienny, 24-godzinny program. Obok programu radiowego, rozgłośnia prowadzi także internetowy serwis informacyjny.
Mimo że radio skierowane jest do mieszkańców Zielonej Góry, to jego zasięg słuchalności wynosi ok. 30 km, więc w praktyce można słuchać stacji m.in. w Krośnie Odrzańskim, Nowej Soli czy Sulechowie.